# Мадье де Монжо
Мадье́ де Монжо́ (фр. Noël-François-Alfred Madier de Montjau; 1 августа 1814, Ним, Гар — 26 мая 1892, Шату, Ивелин) — французский политический и государственный деятель.
Был адвокатом, принимал активное участие в революции 1848, в Законодательном собрании принадлежал к партии Горы. После государственного переворота 2 декабря 1851 года Мадье де Монжо участвовал в попытках сопротивления, один из первых заявив, что президент республики виновен в измене и должен быть поставлен вне закона.
Во время Второй империи жил в Бельгии. В Национальном собрании примкнул к крайне левым республиканцам; будучи членом Палате депутатов выступал за амнистию участникам Парижской Коммуны, за прекращение раздачи государственных пособий духовенству и был одним из 363 депутатов, протестовавших против кабинета Брольи-Фурту после 16 мая 1877 года (Майский кризис). С 1880 до 1888 год был квестором палаты. До конца жизни оставался одним из самых типичных якобинцев старой школы.